# Джанні Скіккі
«Джа́нні Скі́ккі» (італ. «Gianni Schicchi») — опера на 1 дію Джакомо Пуччіні на лібрето Джоваккіно Форцано (Giovacchino Forzano) на основі строфи з «Божественної комедії» Данте («Пекло», пісня XXX), присвяченої шахраю і пройдисвіту Джанні Скіккі, що потрапив за свої вчинки у пекло.
Ця опера є останньою частиною «Триптиха», до якого входять також одноактні опери «Плащ» і «Сестра Анжеліка». Уперше поставлена в «Метрополітен-опері» (Нью-Йорк) 14 грудня 1918 року.
«Джанні Скіккі» є єдиною комічною оперою Джакомо Пуччіні та продовжує традиції «Фальстафа» Джузеппе Верді. Опері властива щедра мелодійність, гостра характерність персонажів, стрімкий темп розвитку подій.

## Сюжет
Дія відбувається в середньовічній Флоренції 1299 року.
Багатий дядечко Буозо Донаті вмер, і його бідні родичі, що товклися навколо смертної одрини, знаходять заповіт — усе залишено ченцям. І тоді вони кличуть на допомогу Джанні Скіккі — літнього італійського шахрая і пройдисвіта.
Він ховає тіло померлого дядечка, гримується під нього та голосом покійника кличе нотаріуса. Усі родичі в захваті чекають: тепер заповіт буде переписано на їхню користь. Нотаріус чує з напівтемного ложа слова «дядечка»: «Усе своє майно я заповім… заповім… заповім своєму любому другові Джанні Скіккі!». Спадкоємці обмануті, однак вимушені мовчати, оскільки викриття їхньої участі у фальшуванні загрожувало б суворим покаранням.
Розбагатілий Скіккі дає дочці Лауретті посаг, і вона, нарешті, може вийти заміж за свого коханого — Рінуччо — єдиного з численних родичів покійного, хто дістає вигоду від афери.

## Постановки в Україні
- 22 лютого 2008 року відбулася прем'єра опери українською мовою в оперній студії при Київській консерваторії. Режисер — Віталій Пальчиков, диригент — Сергій Голубничий, у головній ролі — Роман Мороз[4].
- 30 жовтня 2016 року відбулася прем'єра опери італійською мовою на сцені Національної опери України. Режисерки-постановниці: Тамара Трунова (режисерка Київського академічного театру драми і комедії на лівому березі Дніпра) і Оксана Тараненко (головна режисерка Одеського національного театру опери та балету). Вистава стала спільним українсько-італійським мистецьким проєктом із Посольством Італії в Україні та Італійським інститутом культури в Україні [Архівовано 24 червня 2021 у Wayback Machine.][5].

## Відомі арії
- O mio babbino caro